# Bitwa pod Jargeau
Bitwa pod Jargeau – starcie zbrojne, które miało miejsce w dniach 11–12 czerwca 1429 w czasie trwania wojny stuletniej. Była to druga bitwa, w której wojskami francuskimi dowodziła Joanna d’Arc. Krótko po zdjęciu oblężenia Orleanu, francuskie siły odbiły z rąk Anglików tereny położone wzdłuż rzeki Loary. Kampania, podczas której do niej doszło, była pierwszą większą i zakończoną sukcesem kampanią francuską w czasie tej wojny.

## Tło
Praktycznie cała Francja na północ od Loary (a wraz z nią mosty na tej rzece) znalazła się pod okupacją angielską przed końcem 1428 roku. W październiku hrabia Salisbury uderzył wprost na Orlean, jedyne miasto, które osłaniało południe Francji. Most w Orleanie został zniszczony pod koniec oblężenia i tym samym Francuzi stracili kontrolę nad wszystkimi przeprawami przez rzekę.
Cztery niewielkie starcia po zdjęciu oblężenia Orleanu – pod Jargeau, Meung-sur-Loire, Beaugency i Patay – doprowadziły do odzyskania kontroli nad ww. przeprawami i pokazały, że francuskie wojska odzyskały wolę walki. Nowe zaciągi oraz dostawy zaopatrzenia przyczyniły się do gotowości tych wojsk do późniejszych uderzeń na Reims i Paryż. Podczas tej krótkiej kampanii Francuzi zabili lub wzięli do niewoli większość czołowych angielskich dowódców i (co ważniejsze) zdziesiątkowali szeregi świetnie wyszkolonych angielskich łuczników.
Kampania roku 1429 w Dolinie Loary składała się z następujących akcji zbrojnych:
1. Oblężenie Orleanu
2. Bitwa pod Jargeau
3. Bitwa pod Meung-sur-Loire
4. Bitwa pod Beaugency
5. Bitwa pod Patay

## Od Orleanu do Jargeau
Po odparciu Anglików i zdjęciu oblężenia Orleanu, siły francuskie spędziły cały miesiąc na czynieniu nowych zaciągów i ćwiczeniu rekruta przed kolejną fazą operacji militarnych. W pierwszych dniach czerwca, na spotkaniu dowódców wojskowych z udziałem Delfina Karola, zdecydowano, że w pierwszym rzędzie należy oczyścić z Anglików Dolinę Loary. Poszczególne oddziały ściągały do Orleanu, gdzie w dniu 9 czerwca dołączyła do nich Joanna d’Arc. Tego samego jeszcze dnia armia wyruszyła w pole, kierując się w stronę Jargeau, swego pierwszego przystanku na szlaku nowej kampanii.
Tymczasem 8 czerwca John Fastolf wyruszył z Paryża na czele kilkutysięcznej armii angielskiej, która miała wesprzeć wojska okupacyjne w Dolinie Loary.

## Jargeau
Jargeau to małe miasteczko na południowym brzegu Loary, 19 kilometrów na wschód od Orleanu. Zajęte kilka lat wcześniej przez Anglików, jako jeden z punktów wypadowych w planowanej ofensywie na południe Francji, miasto otoczone było murami z kilkoma wieżami i ufortyfikowanymi bramami. Obronę wzmacniała dodatkowo fosa biegnąca u stóp murów. Na zewnątrz murów w ciągu stuleci urosło spore przedmieście. Brzegi rzeki spinał mocno ufortyfikowany most o dużym znaczeniu strategicznym. Miasta broniło około 700 angielskich żołnierzy posiadających m.in. broń palną.

## Przebieg bitwy
W skład sił Joanny d’Arc i księcia Jana d’Alençon wchodziły oddziały Jeana d’Orléans, Gilles’a de Rais, Jeana Potona de Xaintrailles i La Hire'a. Obroną angielską dowodził książę Suffolk William de la Pole.
Bitwę rozpoczęło francuskie uderzenie na przedmieście. Angielscy obrońcy zeszli z murów i dość łatwo wyparli Francuzów. Wówczas Joanna chwyciła swój sztandar, stanęła na czele ludzi i poprowadziła ich do powtórnego ataku. Anglicy uciekli chroniąc się za murami miasta, a Francuzi na noc rozlokowali się w domkach przedmieścia.
Następnego dnia rano Joanna d’Arc wezwała obrońców do poddania się. Anglicy odmówili. W odpowiedzi Francuzi rozpoczęli bombardowanie miasta z użyciem prymitywnych armat i machin oblężniczych, na skutek czego runęła jedna z wież fortyfikacji miejskich. Suffolk postanowił się poddać, ale rokowania prowadził z La Hire'em, niskiej rangi dowódcą. To oczywiste złamanie praw wojny doprowadziło do niesnasek i w konsekwencji zantagonizowało dowództwo francuskie. Rokowania zostały przerwane.
Joanna osobiście poprowadziła atak na mury. Do przypisywanych jej cudów zalicza się następujące wydarzenie: gdy wspinała się po drabinie, została trafiona kamiennym pociskiem, który pękł na dwoje przy uderzeniu o jej hełm. Miasto zostało zdobyte. Anglicy ponieśli ciężkie straty wynoszące około 300–400 spośród 700 żołnierzy. Suffolk dostał się do niewoli. Francuskie siły liczyły około 1200 ludzi, a ich straty były nieznaczne.